# Municipalidad Provincial de Tarma
La Municipalidad Provincial de Tarma es el órgano de gobierno local de la Provincia de Tarma y el distrito de Tarma. Su sede es la ciudad del Tarma, capital de la provincia. Fundado el 31 de diciembre de 1855.

### Gestión actual
| Gobierno de Tarma | Gobierno de Tarma                                              | Gobierno de Tarma |
| Período           | Alcalde/sa                                                     | Regidores |
| ----------------- | -------------------------------------------------------------- | --- |
| 2023-2026         | Fathy Jiménez (Movimiento Regional Caminemos Juntos por Junín) | 1. Gilmer García (Caminemos Juntos por Junín) 2. Flor Arroyo (Caminemos Juntos por Junín) 3. Manuel de la Cruz (Caminemos Juntos por Junín) 4. Yamilí de las Casas (Caminemos Juntos por Junín) 5. Nilton Palacín (Caminemos Juntos por Junín) 6. Pilar Vicuña (Caminemos Juntos por Junín) 7. Luis Correa (Sierra y Selva Contigo Junín) 8 Tito Wereli Limaylla (movimiento político regional Junín Renace) 9. Verónica Sacarías (Renovación Popular) |